# Molossus aztecus
Molossus aztecus (Saussure, 1860) è un pipistrello della famiglia dei Molossidi diffuso in America centrale e meridionale.

## Descrizione

### Dimensioni
Pipistrello di piccole dimensioni, con la lunghezza della testa e del corpo tra 61 e 67 mm, la lunghezza dell'avambraccio tra 36 e 38 mm, la lunghezza della coda tra 31 e 39 mm, la lunghezza del piede tra 8 e 11 mm, la lunghezza delle orecchie tra 14 e 15 mm e un peso fino a 14 g.

### Aspetto
La pelliccia è relativamente lunga e vellutata, con delle setole più lunghe sulla groppa. Le parti dorsali sono marroni scure o nerastre con la base dei peli bianca, mentre le parti ventrali sono leggermente più chiare. Il muso è nero, corto, tronco ed elevato. Una sacca golare è ben sviluppata nei maschi e rudimentale nelle femmine. Le orecchie sono nere, corte, larghe e unite anteriormente alla base, dalla quale si estende fino alle narici una cresta cutanea. Il trago è piccolo, diritto ed appuntito, nascosto dietro l'antitrago il quale è grande e semi-circolare. Le membrane alari sono nerastre e attaccate posteriormente sulle caviglie. I piedi sono corti. La coda è lunga, tozza e si estende per circa la metà oltre l'uropatagio.

## Biologia

### Comportamento
Si rifugia probabilmente nelle cavità degli alberi.

### Alimentazione
Si nutre di insetti.

## Distribuzione e habitat
Questa specie è diffusa negli stati messicani di Nayarit, Jalisco, Michoacán e Puebla, isola di Cozumel, Guatemala, Nicaragua, nel Venezuela meridionale e negli stati brasiliani di Paraíba, Amazona, Rio de Janeiro, Piauí, Mato Grosso do Sul, Ceará, Minas Gerais, Pernambuco, Bahia e San Paolo.
Vive nelle foreste secche semi-decidue, sempreverdi, nelle pinete e nei querceti tra 600 e 1.800 metri di altitudine.

## Conservazione
La IUCN Red List, considerato il vasto areale, la popolazione presumibilmente numerosa, la presenza in diverse aree protette e la tolleranza alle modifiche ambientali, classifica M.aztecus come specie a rischio minimo (Least Concern)).